# Akimotoit
Akimotoit (Tomioka, Fujino, 1999), chemický vzorec (Mg,Fe)SiO3, je klencový minerál.

## Vznik
V horninách, které se roztavily šokovou metamorfózu.

## Morfologie
Tvoří submikroskopické agregáty dvou typů - zrnité o velikosti do 0,004 mm a sloupečkovité o velikosti do 0,0014 mm.

## Vlastnosti
- Fyzikální vlastnosti: Tvrdost nest., hustota 4,0 (vypočtená).
- Optické vlastnosti: Je bezbarvý, průhledný, skelně lesklý.
- Chemické vlastnosti: Složení: Mg 16,84 %, Fe 12,89 %, Si 25,94 %, O 44,33 %.

## Naleziště
- Tenham (z pádu meteoritu v roce 1879 u South Gregory), Queensland, Austrálie